# 7,5-cm-Gebirgskanone L/17 M.08
Die 7,5-cm-Gebirgskanone L/17 M.08 war ein Gebirgsgeschütz der kaiserlichen Schutztruppe, das im deutschen Kolonialgebiet Deutsch-Südwestafrika vor dem und im Ersten Weltkrieg eingesetzt wurde.

## Geschichte
Die ab 1904 bei Rheinmetall in Düsseldorf entwickelte Gebirgskanone erhielt werksintern zu Ehren des Werksgründers und Entwicklers Heinrich Ehrhardt die Bezeichnung 7,5-cm-Ehrhardt Modell 04 Gebirgskanone. Insgesamt 14 Stück wurden an die kaiserliche Schutztruppe ausgeliefert, während ein Geschütz für Tests beim Hersteller verblieb. Die 529 Kilogramm schwere Gebirgskanone konnte 5,3 Kilogramm schwere Granaten ungefähr 5750 Meter weit schießen. Sie wurde, in drei Teile zerlegt, mit Tragtieren transportiert oder komplett im Pferdezug gezogen.
Zwölf 7,5-cm-Gebirgskanonen L/17 M.08, so die militärische Bezeichnung, wurden an die deutsche Schutztruppe in Deutsch-Südwestafrika geliefert. Dort waren sie in drei Batterien zu je vier Kanonen zusammengefasst. Alle zwölf Kanonen wurden 1915 im Ersten Weltkrieg von der südafrikanischen Armee erbeutet und sechs davon gegen die deutschen Truppen in Deutsch-Ostafrika eingesetzt. Sie sind heute noch in verschiedenen Museen im Vereinigten Königreich und in Südafrika ausgestellt.
Die Historie von einzelnen Geschütze konnte zum Teil dokumentiert werden und etliche der Geschütze wurden in Sammlungen oder Ausstellungen erhalten. Insbesondere sind dazu bekannt:
- Nr. 1 In der Ausstellung des Südafrikanischen Nationalmuseums für Militärgeschichte, Johannesburg
- Nr. 2 Im Außenbereich der Bloemfontein Gerichtsgebäude
- Nr. 3 In der Ausstellung der Wehrtechnischen Studiensammlung Koblenz, Deutschland
- Nr. 4 Im Außenbereich der Union Buildings, Pretoria
- Nr. 5 Bei dem Solomon Mahlangu Regiment (früher Transvaal Scottish Regiment), Johannesburg
- Nr. 6 Im Außenbereich der Union Buildings, Pretoria
- Nr. 7 In der Ausstellung des Imperial War Museum, Duxford
- Nr. 8 In der Ausstellung des Bethal Museum
- Nr. 9 Im Außenbereich der Bloemfontein Gerichtsgebäude
- Nr. 10 Im Außenbereich der Union Buildings, Pretoria
- Nr. 11 Beim Kriegertor der Memorable Order of Tin Hats Shellhole, Durban
- Nr. 12 In der Ausstellung Kriegsmuseums in Ermelo